# Ropica pygmaea
Ropica pygmaea là một loài bọ cánh cứng trong họ Cerambycidae.